# Agathilla hurdi
Agathilla hurdi là một loài tò vò trong họ Ichneumonidae.